# Rhynchospora pusilla
Rhynchospora pusilla är en halvgräsart som beskrevs av Alvin Wentworth Chapman och Moses Ashley Curtis. Rhynchospora pusilla ingår i släktet småag, och familjen halvgräs. Inga underarter finns listade i Catalogue of Life.